# Волков, Анатолий (каноист)
Анато́лий Во́лков (19 февраля 1961, Ярославль) — советский гребец-каноист, выступал за сборную СССР в первой половине 1980-х годов. Серебряный и бронзовый призёр чемпионатов мира, трижды чемпион всесоюзного первенства, многократный победитель регат республиканского значения. На соревнованиях представлял спортивное общество «Спартак», мастер спорта международного класса.

## Биография
Анатолий Волков родился 19 февраля 1961 года в Ярославле. Активно заниматься греблей начал в раннем детстве, проходил подготовку в местной детско-юношеской школе. Первым тренером был Быков Иосиф Николаевич. В 1979 году поступил в ВГИФК. Первого серьёзного успеха добился в 1983 году, под руководством тренера Теплых Виктора Георгиевича, когда на всесоюзном первенстве, проходившем в рамках Спартакиады народов СССР, завоевал две золотые медали, среди одноместных каноэ на дистанции 500 метров и в зачёте эстафеты 4 × 500 м. Попав в основной состав советской национальной сборной, удостоился права защищать честь страны на чемпионате мира в финском городе Тампере — привёз оттуда награду бронзового достоинства, выигранную в полукилометровой гонке одиночек.
В 1985 году Волков во второй раз выиграл чемпионат Советского Союза в заплыве каноэ-одиночек на 500 метров. Будучи одним из лидеров советской гребной команды, был выбран для участия в первенстве мира в бельгийском Мехелене — в той же дисциплине добыл здесь серебро, уступив лишь немцу Олафу Хойкродту, будущему олимпийскому чемпиону и многократному чемпиону мира. Вскоре после этих соревнований принял решение завершить карьеру спортсмена. За выдающиеся спортивные достижения удостоен почётного звания «Мастер спорта СССР международного класса».